# Leptolobieae
 (mars 2025).
Tribu
Synonymes
- clade Bowdichia Cardoso et al. 2012

Les Leptolobieae sont une tribu de plantes à fleurs de la famille des Fabaceae, de la sous-famille des Faboideae (ou Papilionoideae), du clade des Meso-Papilionoideae et du clade des Génistoïdes. Ce sont des plantes néoropicales et majoritairement d'Amérique du Sud.

## Liste des genres
- Bowdichia Kunth
- Diplotropis Benth.
- Guianodendron Sch. Rodr. & A. M. G. Azevedo
- Leptolobium Vogel
- Staminodianthus D.B.O.S. Cardoso, H.C. Lima & L.P. Queiroz

## Publication originale
- (en) Cardoso D, Pennington RT, de Queiroz LP, Boatwright JS, Van Wyk BE, Wojciechowskie MF, Lavin M (2013). "Reconstructing the deep-branching relationships of the papilionoid legumes". South African Journal of Botany. 89: 58–75. DOI 10.1016/j.sajb.2013.05.001.